# Titularerzbistum Samosata
Samosata ist ein Titularerzbistum bzw. bis 1929 Titularbistum der römisch-katholischen Kirche.
Es geht zurück auf ein früheres Bistum der gleichnamigen antiken Stadt in der römischen Provinz Syria Coele bzw. später Syria Euphratensis in der Türkei. 
| Titularbischöfe von Samosata |                                        |                                                                                 |                    |                    |
| Nr.                          | Name                                   | Amt                                                                             | von                | bis                |
| 1                            | Johann Theodor von Franken-Siersdorf   | Apostolischer Vikar von Ober- und Niedersachsen (Deutschland)                   | 17. September 1760 | 21. Mai 1779       |
| 2                            | Dominic Laurence Graessl SJ            | Koadjutorbischof von Baltimore (USA)                                            | 8. Dezember 1793   |                    |
| 3                            | James O’Shaughnessy                    | Koadjutorbischof von Killaloe (Irland)                                          | 23. September 1798 | 20. Februar 1807   |
| 4                            | Hyacinthe-Louis de Quélen              | Weihbischof in Paris (Frankreich)                                               | 1. Oktober 1817    | 17. Dezember 1819  |
| 5                            | Jacques-Marie-Antoine-Célestin du Pont | Weihbischof in Sens-Auxerre (Frankreich)                                        | 3. Mai 1824        | 5. Juli 1830       |
| 6                            | William Hogarth                        | Apostolischer Vikar des Northern Districts (Großbritannien)                     | 28. Juli 1848      | 29. September 1850 |
| 7                            | Franciszek Stefanowicz                 | Weihbischof in Gnesen-Posen (Polen)                                             | 16. November 1854  | 23. März 1871      |
| 8                            | Isidore-François-Joseph Colombert MEP  | Apostolischer Koadjutorvikar Apostolischer Vikar von West-Cochinchina (Vietnam) | 6. Februar 1872    | 31. Dezember 1894  |
| 9                            | Enrico Grazioli                        |                                                                                 | 18. März 1895      | 30. November 1896  |
| 10                           | Charles-Gustave Walravens              |                                                                                 | 26. Dezember 1896  | 25. November 1897  |
| 11                           | Géraud-Marie Soubrier                  | emeritierter Bischof von Oran (Algerien)                                        | 24. März 1898      | 10. August 1899    |
| 12                           | Josef Medard Kohl OSB                  | Weihbischof in Esztergom (Ungarn)                                               | 17. Dezember 1900  | 15. Januar 1928    |
| 13                           | Valentin Herrgott MEP                  | Apostolischer Koadjutorvikar Apostolischer Vikar von Kambodscha (Kambodscha)    | 18. Februar 1928   | 23. März 1936      |
| 14                           | Francesco d’Errico                     | emeritierter Bischof von Alghero (Italien)                                      | 8. Oktober 1938    | 31. Oktober 1957   |
| 15                           | Jozef Hubert Willem Lemmens            | emeritierter Bischof von Roermond (Niederlande)                                 | 31. Dezember 1957  | 22. Juli 1960      |
| 16                           | Pericle Felici                         | Kurienerzbischof                                                                | 3. September 1960  | 26. Juni 1967      |